# 欧州民主党
欧州民主党（おうしゅうみんしゅとう、英語:European Democratic Party、略称:EDP、フランス語:Parti démocrate européen、略称:PDE）は、ヨーロッパにおける中道主義、欧州統合推進派による欧州規模の政党。
2004年4月16日に創立され、同年12月9日にブリュッセルで正式に発足した。党の共同議長にはフランソワ・バイル（フランス）とフランチェスコ・ルテッリ（イタリア）が選出された。
欧州民主党設立の背景には、欧州各国に台頭してきた欧州懐疑主義の存在がある。欧州懐疑派に対抗して、中道の欧州統合推進派は勢力結集に動いた。こうして新しい中道派の多国籍ブロックとして欧州民主党が結成され、欧州人民党からも加盟していた一部の中道諸政党が移籍した。
欧州統合推進と並んで、欧州民主党のもうひとつの政治的原則が社会改良主義（reformism）である。事実上、欧州民主党は中道改革派の政党であり、社会主義的キリスト者や社会民主主義者とは相反する。
党創設者のひとり、フランソワ・バイルは、党のイメージについてアメリカ民主党を例に保守党でも社会民主主義政党でもない中道政党を意識している。

## 参加政党
| 所在国・地域 | 政党名                     |
| ------------ | -------------------------- |
| オーストリア | フリッツのリスト           |
| バスク地方   | バスク民族主義党           |
| ベルギー     | レザンガジェ               |
| クロアチア   | 人民党・改革主義者         |
| キプロス     | 市民プラットフォーム       |
| チェコ       | SEN 21                     |
| フランス     | 民主運動                   |
| ドイツ       | 自由な有権者               |
| ギリシャ     | 中道連合                   |
| ハンガリー   | 新たなスタート             |
| イタリア     | イタリア・ヴィヴァ         |
| イタリア     | イタリアはそこにある       |
| イタリア     | 新時代・統一人民           |
| オランダ     | 50プラス                   |
| ポーランド   | 民主同盟                   |
| ポルトガル   | 人民のために、ともに       |
| サンマリノ   | 未来の共和国               |
| スロベニア   | スロベニア年金生活者民主党 |
| スペイン     | カナリア連合               |
| スペイン     | ガリシアへの献身           |
| 欧州連合     | 欧州青年民主党             |

## 欧州自由民主改革党との協力
2004年7月14日欧州議会内の自由主義政党会派である、欧州自由民主改革党の党大会がブリュッセルを会場に開催された。会議では欧州自由民主改革党と欧州自由民主同盟が相互に推薦・支持することが決定された。現在、両党は欧州議会内で統一会派をつくり活動している。